# Oskar Gaberščik
Oskar Viljem Gaberščik (25. června 1862 Tolmin – 9. března 1918 Lublaň) byl rakouský politik slovinské národnosti z Gorice a Gradišky, na počátku 20. století poslanec Říšské rady.

## Biografie
Od roku 1895 až do své smrti byl starostou města Tolmin. Za jeho působení ve funkci starosty došlo k výstavbě elektrárny. Od roku 1900 do roku 1904 byl poslancem Zemského sněmu Gorice a Gradišky za velkostatkářskou kurii.
Působil i jako poslanec Říšské rady (celostátního parlamentu Předlitavska), kam usedl ve volbách roku 1901 za kurii venkovských obcí v Gorici a Gradišce, obvod Gradiška, Cormòns, Cervignano del Friuli atd.
Ve volbách do Říšské rady roku 1901 se uvádí jako slovinský liberální kandidát. Po volbách usedl do poslaneckého Jihoslovanského klubu. Byl členem slovinské Národní pokrokové strany (Narodno napredna stranka). V roce 1900 podepsal veřejnou výzvu voličů z Tolminu, v níž byla kritizována konzervativní politika Antona Gregorčiče. Téhož roku předsedal stranickému sjezdu v Tolminu.